# The Mist (personaggio)
The Mist è un personaggio dei fumetti DC Comics, apparso principalmente come nemico del supereroe Starman.

## Storia
Un uomo, il cui nome non è stato rivelato, cercò di vendere all'esercito americano una sostanza che poteva rendere invisibili e intangibili. Ma la sua offerta fu rifiutata e lui fu creduto un bugiardo e messo in ridicolo. Così l'uomo decise
di vendicarsi, testando su sé stesso la sostanza che aveva creato e adottando l'alias di The Mist. Questo percorso lo portò a scontrarsi col supereroe Starman ed i due diventarono acerrimi nemici. Quando il demone Neron offrì a diversi criminali qualsiasi cosa volessero in cambio dell'anima, Mist, conscio della sua pazzia, gli chiese la sanità mentale. Alla fine, stanco di vivere, decide di suicidarsi,ma cercò di fare in modo che la sua morte azionasse un detonatore che avrebbe distrutto Opal City,la città dove operava Starman. Mentre quest'ultimo riuscì a salvare la città,non riuscì a impedire il suicidio del suo vecchio rivale.

## Poteri e abilità
Mist, grazie ad una speciale miscela chimica può rendere invisibile ed intangibile sé stesso, trasformandosi in una sorta di gas (da cui il nome Mist, traducibile in nebbia). Può anche decidere quanto passare dalla sua forma umana e quella gassosa.

## In altri media
The Mist appare nella serie televisiva The Flash, interpretato da Anthony Carrigan. In questa versione è Kyle Nimbus, un sicario mafioso macchiatosi di diversi omicidi, che dopo essere stato scoperto, viene arrestato e condannato a morte. Tuttavia la notte della sua esecuzione (mediante camera a gas) viene investito dall'esplosione dell'acceleratore di particelle dei laboratori Star, e la sua struttura chimica viene alterata, donandogli il potere di trasformarsi in una nube di gas velenoso. Forte di questo nuovo potere cerca di vendicarsi dei responsabili della sua esecuzione, venendo però sconfitto da Flash prima di portare a termine la sua vendetta.